# Sevenoaks
Pour les autres significations, voir Sevenoaks (district).
Sevenoaks (littéralement « Sept-Chênes » en anglais) est une ville de l'ouest du Kent, dans le sud de l'Angleterre. La ville donne son nom au District de Sevenoaks, dont elle est la ville principale, suivie par Swanley et Edenbridge.

## Enseignement
L'école indépendante mixte Sevenoaks School, fondée en 1432, est la plus ancienne école laïque du Royaume-Uni. Elle accueille près de 1 000 élèves, externes, demi-pensionnaires et internes.

## Sport
Le Vine Cricket Ground est l'un des plus anciens lieux pour jouer au cricket en Angleterre, avec le premier match enregistré en 1734. Il a été donné à la ville en 1773 par John Sackville, 3eme duc de Dorset, Propriétaire de Knole House à l'époque.
Sevenoaks a deux centres de loisirs et de nombreuses activités sportives et d'autres sont disponibles.
Le club de football Sevenoaks Town FC est basé dans la ville.

## Monument célèbre
C'est à la sortie de Sevenoaks que se trouve Knole House, le château ancestral de la famille Sackville, qui inspira Orlando, le roman de Virginia Woolf.
En guise d'hommage et d'allusion littéraire, Floc'h et Rivière ont intitulé l'un de leurs albums de bande dessinée Le Rendez-vous de Sevenoaks.

## Jumelages
- Pontoise (France)
- Rheinbach (Allemagne)

## Personnalités
- Jeffery Amherst, 1er baron Amherst (1717–1797). Officier et administrateur colonial. Commandant en chef de l'armée britannique en Amérique du Nord, puis Commandant en chef de l'armée britannique.
- Anne Seymour Damer (1748-1828), sculptrice, est née à Sevenoaks.
- Claude Houghton (1889-1961), écrivain, est né dans cette ville.
- Le groupe Orbital est originaire de Sevenoaks.
- Lucie Jane Blackman est originaire de la ville et repose au cimetière de Sevenoaks[1].